# Tyrkysová
Tyrkysová je barva na rozhraní modré a zelené mající vlnovou délku 500–520 nm. Modrá a zelená jsou v některých jazycích[kde?] brány jako odstíny tyrkysové.
Pojmenování barvy je odvozeno od tyrkysu, kamene, který byl pro staré civilizace posvátný, přinášející štěstí a ochranu. Nalezené pohřební předměty ze starého Egypta zdobené tyrkysem jsou datovány do 3000 let př. n. l. V Persii byl tyrkysový talisman nošen pro ochranu před smrtí, používal se k výrobě šperků a zdobení budov. Tyrkysová barva je užita také na vnější i vnitřní výzdobou velkých mešit v Íránu, střední Asii a Rusku. Aztékové tyrkys znali pod názvem „chalchihuitl“ a používali ho při výrobě předmětů pro náboženské obřady.